# ナショナル・アミューズメンツ
ナショナル・アミューズメンツ（National Amusements, Inc.）は、マサチューセッツ州ノーウッドに拠点を置き、メリーランド州で法人化された、アメリカ合衆国の劇場会社であり、マスメディア・持株会社。パラマウント・グローバルの親会社でもあった。

## 歴史
1936年にマイケル・レッドストーンがボストン郊外のデダムで「Northeast Theater Corporation」として設立し、同地域で映画館チェーンを運営していた。息子のサムナーは1954年から家業に入り、ドライブイン・シアターを経営するが、人口が郊外に移動し地価が上昇する中で業態の変更が必要と、一つのビルに複数の映画館を運営するマルチプレックスを発案。59館の映画館を129にまで増やした。
土地の購入には慎重で手堅い、タフな交渉をする資産家という評判を得たサムナーの転機は、1979年、早朝にホテルで火災に見舞われ、重傷を負いながらかろうじて命が助かった事件からだった。ここから劇的に進路を変更していく。同族経営の会社を「National Amusements」と名称を変えて拡大させたが、用地確保が難しくなり成長する余地がないと見切りをつけ映画産業の製作分野に投資することを決意。
当時の買収合併ブームの後押しもあり、1986年にCBSの子会社で、全米の放送局にテレビ番組を配信していたバイアコムを買収、34億ドルで手に入れた。素人の経営を危ぶむ声もあったが、70年代末期から80年代初期にかけて通信衛星を利用した映像配信方式や連邦通信委員会の規制緩和に伴い、ケーブルテレビは多チャンネルメディアとして急速に普及した。
バイアコムの傘下にあったMTV、ニコロデオンのケーブルテレビ製作局は世界を席巻。MTVは強力なブランド力を持つ国際戦略の柱となり、パートナー企業から知識ベース資源を入手し最小の試行錯誤で、ローカル市場の音楽、人物を取り入れる市場主導、現地適応化を成功させた。
この結果、債務を返済し持ち株の株価も上がったレッドストーンは1994年にバリー・ディラーとの買収競争に勝ち、パラマウント・ピクチャーズの親会社であるパラマウント・コミュニケーションズ（旧ガルフ＋ウェスタン）を99億ドルで手に入れた。この戦いの中で全米最大のレンタルビデオチェーンであるブロックバスター・ビデオも買収したが、こちらは大きな発展は望めない成熟市場となっていたが、ともかくバイアコムは世界最大級のエンターテインメント企業となった。
2005年3月には、株価の低迷を理由に、ナショナル・アミューズメンツの継続的な所有のもと、バイアコムを2つの上場企業に分割することを検討する計画を発表した。また、CBSとMTVネットワークの責任者であったレス・ムーンベスとトム・フレストンの内部対立や、第38回スーパーボウルのハーフタイムショーが物議を醸し、MTVが今後スーパーボウルのハーフタイムショーの制作を禁止されたことなども要因として挙げられる。2004年にメル・カルマジンが退任した後、会長兼最高経営責任者を務めていたレッドストーンは、社長と最高執行責任者の職をムーンベスとフレストンに分けることを決めた。レッドストーンは近い将来に引退することが決まっており、分割は彼の後任問題に対する創造的な解決策となる。
この分割は、2005年6月14日にバイアコムの取締役会で承認され、2006年1月1日に発効したもので、1999年のバイアコムとCBSの合併を事実上覆すものであった。既存のバイアコムはCBSコーポレーションと改称され（これにより合併前の社名に戻った）、ムーンベスが社長に就任した。これは、バイアコムの成長の遅い事業、すなわちCBS、The CW（UPNとThe WBの合併）、CBSラジオ（2017年11月17日付でエンターコム［2021年にオーダシーに改称］に売却されて以降）、サイモン&シュスター（2023年にコールバーグ・クラビス・ロバーツに売却）、CBSアウトドア（旧バイアコム・アウトドア、2014年にアウトフロント・メディアとしてスピンオフ）、ショウタイム・ネットワーク、CBSテレビジョン・スタジオ、CBSテレビジョン・ディストリビューション、CBSスタジオ・インターナショナルを含むことを意図したものである。
さらに、CBSコーポレーションはパラマウント・パークス（後に2006年6月30日に遊園地運営会社のシダー・フェアに売却）と、CBSカレッジ・スポーツ・ネットワーク（現在のCBSスポーツ）を譲り受けた。
さらに、フレストンが代表を務めるバイアコムというスピンオフ企業が誕生した。バイアコムは、MTVネットワーク、BETネットワーク、パラマウント・ピクチャーズ、パラマウント ホームエンターテイメント事業などで構成されていた。これらの事業は高成長事業に分類された。
2008年末、財務上の問題から、オーナーのサムナー・レッドストーンとシャリー・レッドストーンは、ナショナル・アミューズメンツの無議決権株式4億ドルを売却した。2009年10月には、CBSとバイアコムの株式のうち約10億ドルの持分を売却し、35の劇場をレイヴ・モーション・ピクチャーズに売却した。2025年まで、これらの劇場は、シネマーク、AMC、アラモが所有していたか、閉館していた。ナショナル・アミューズメンツは2025年まで、アメリカ北東部の劇場をほぼ独占的に運営していた（オハイオ州の1カ所を除く）。翌年、ナショナル・アミューズメンツは、銀行からの借入金の大部分を借り換えるために、3億9千万ドルの社債の販売を計画した。
2019年12月から2025年8月まで、ナショナル・アミューズメンツは、直接および子会社を通じて、パラマウント・グローバルのクラスA（議決権付）普通株式の約79.4％を保有しており、全体の持分の10.2％を構成していた。同社は、CBSのラジオ資産を同社にスピンオフさせたリバースモリス信託の一部として、エンターコムの不特定多数の株式を保有する可能性がある。CBSコーポレーションの株主全体では、スピンオフの時点でエンターコムの株式を72％保有している。

## 運用

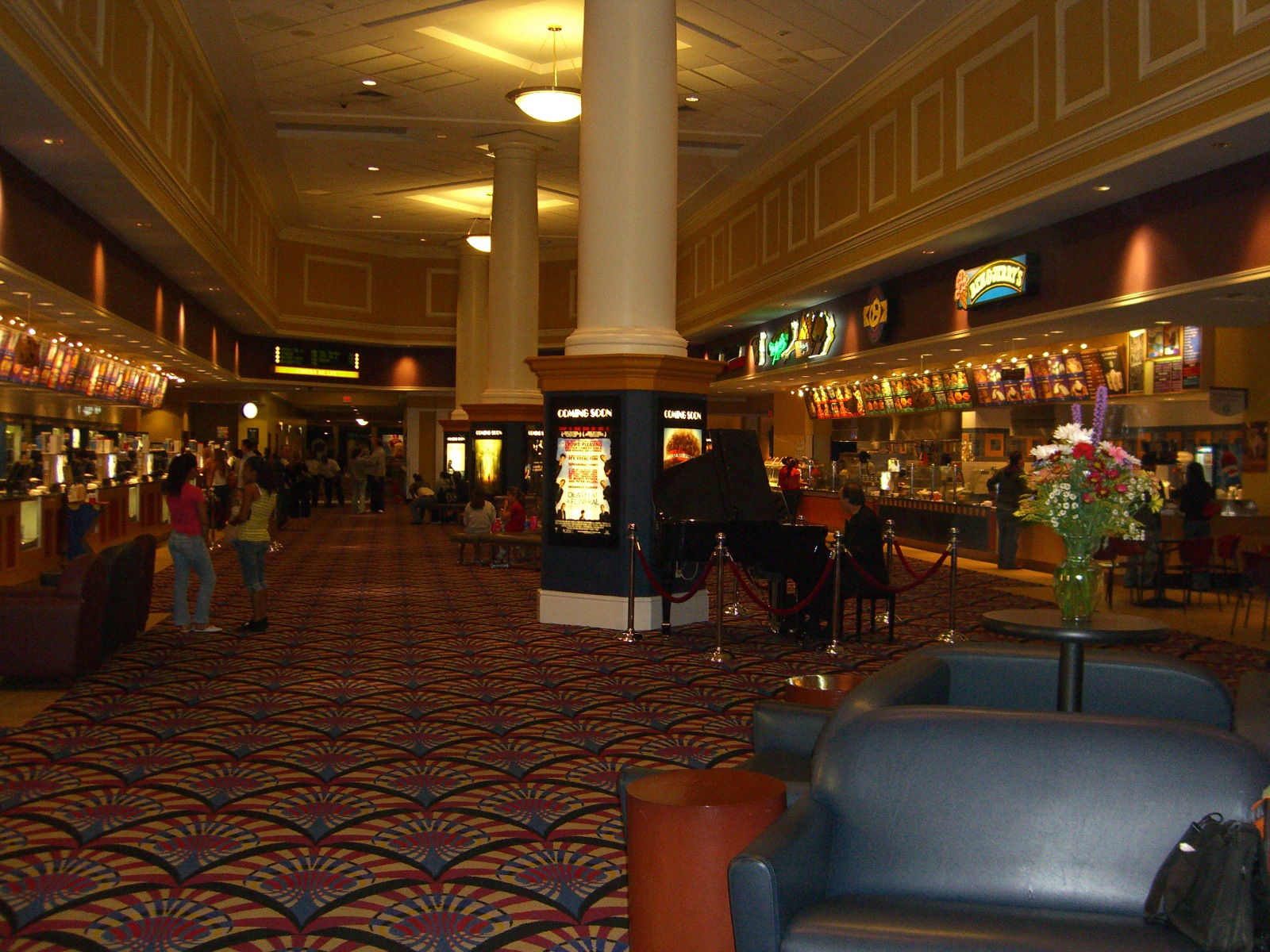
ニューヨーク州ホワイトプレーンズのシティセンター15シネマ・ドゥ・ラックスには、テレビや新聞ラック、ソファなどが置かれた待合室（写真左）、ピアノ（写真中央右）、バー＆グリルレストラン（写真なし）がある。

ショーケース・シネマ、マルチプレックス・シネマ、シネマ・ドゥ・ラックス、キノスターのブランドで、米国北東部、英国、ラテンアメリカ、ロシアに1,500以上の映画館を運営していた。また、マサチューセッツ州フォックスボローでは、ショーケース・ライブというナイトクラブを運営しており、ショーケース・シネマ・ド・ラックスに隣接していた。カナダでは、ナショナル・アミューズメンツは、バイアコムを通じてフェイマス・プレイヤーズという劇場を所有していたが、現在はシネプレックス・エンタテインメントとランドマーク・シネマズが所有している。2004年には、ナショナル・アミューズメンツがブラジルの映画館チェーンUCIを買収し、コカ・コーラの代わりにペプシを提供するなど、ショーケースと同じようにリニューアルした。また、ショーケースのコーポレート・アイデンティティの一部を共有しており、一部の映画館ではスーパーシートの他に、XPlus & De Luxルームを設置していた。
2019年に、ナショナル・アミューズメンツ（バイアコムおよびCBSコーポレーション）によって管理されている多国籍メディアコングロマリットが再統合され、バイアコムCBSという名前の新しい会社が設立されることが発表された。 
バイアコムとCBSは12月4日に合併を完了することを発表し、正式な完了後、翌日にはNASDAQでの取引が開始された。
2024年7月2日、スカイダンス・メディアはパラマウント・グローバルを買収する一環として、ナショナル・アミューズメンツも買収することで同社と暫定合意したと複数のメディアから報じられた。その後、同月7日にスカイダンスはナショナル・アミューズメンツの買収並びにパラマウントとの合併を正式発表した。この合意は45日間の猶予期間を経た後に発効し、80億ドル（日本円で約1兆3000億円）超の大型再編となった。これらの手続きは2025年8月7日までに実施した。
2025年8月7日、ナショナル・アミューズメンツがパラマウント・グローバルおよびスカイダンス・メディアと合併し、パラマウント・スカイダンス・コーポレーションを設立した後、レッドストーン一家はもはやナショナル・アミューズメンツの所有者を務めなくなり、ショーケース・シネマとブラジル事業の映画館であるUCIは、パラマウント・シアター時代以来、現在はパラマウント・スカイダンス・コーポレーションが所有・運営している。